# Lepthyphantes kolymensis
Lepthyphantes kolymensis este o specie de păianjeni din genul Lepthyphantes, familia Linyphiidae, descrisă de Andrei V. Tanasevitch și Eskov, 1987. Conform Catalogue of Life specia Lepthyphantes kolymensis nu are subspecii cunoscute.